# Najat M'jid
Najat M'jid est une femme politique et diplomate marocaine, représentante spéciale des Nations Unies pour la lutte contre la violence à l'égard des enfants. António Guterres, secrétaire général des Nations unies, l'a nommée à ce poste en mai 2019. Auparavant, elle était rapporteuse spéciale sur la vente d'enfants, la prostitution des enfants et la pornographie mettant en scène des enfants de 2008 à 2014.

## Biographie
Najat M'jid Maalla est née le 10 novembre 1959 à Casablanca.

### Études
Najat M'jid a étudié la médecine à l'université de Bordeaux et a obtenu un doctorat en médecine générale à l'université de Rabat. Elle a également obtenu une maîtrise en droits de l'homme à l'Institut des droits de l'homme en Suisse.

### Carrière professionnelle
Après ses études universitaires, Najat M'jid a travaillé comme médecin et est devenu chef du département de pédiatrie et directrice de l'hôpital Hay Hassani Mother-Child à Casablanca. Elle a fondé l'organisation non gouvernementale Bayti, qui travaille avec les jeunes sans-abri au Maroc.
Najat M'jid a été membre du Conseil national marocain des droits de l'homme et membre du conseil d'administration du Forum sur la politique de l'enfance en Afrique.